# Алборов, Мирза Бакурович
Мирза́ Баку́рович Албо́ров (род. 17 декабря 1987, Орджоникидзе) — российский футболист, полузащитник.

## Карьера
Воспитанник молодёжной школы владикавказской «Алании». В 2004 году был заявлен «Аланией» для участия в турнире дублирующих команд, в дебютный сезон сыграл 11 матчей, забил один мяч. 19 ноября 2005 года дебютировал за клуб, выйдя на 80-й минуте матча на замену Владиславу Лунге в домашнем матче против московского ЦСКА и через минуту отметился голевой передачей на Спартака Гогниева. По итогам сезона «Алания» покинула Премьер-лигу, а сам Алборов отправился в аренду сперва в любительский клуб «Владикавказ», а позднее в «Автодор», выступавший во Втором дивизионе. Далее играл в черногорском клубе «Морнар», однако в 2009 вместе с Георгием Бедоевым вернулся в «Автодор». В 2010 году играл за «Нефтехимик» из Нижнекамска.
В августе 2014 года перешёл в симферопольский ТСК.
Летом 2016 года подписал контракт с брянским «Динамо».
В 2019 году в составе сборной Южной Осетии участвовал в чемпионате Европы ConIFA и одержал с командой победу на турнире.